# Afghanistan National Swimming Federation
Die Afghanistan National Swimming Federation (kurz ANSF, deutsch „Nationaler Schwimmverband Afghanistan“) ist der Dachverband des Schwimmsports in Afghanistan mit Sitz in der Hauptstadt Kabul.